# Abbaye de Zarrentin
L’abbaye de Zarrentin est une ancienne abbaye cistercienne à Zarrentin am Schaalsee, dans le Land de Mecklembourg-Poméranie-Occidentale.

## Histoire
En 1246, la comtesse Audacia et son fils le futur comte Gosselin III de Schwerin (de) fondent une abbaye cistercienne et l'équipent de 60 sabots de terre dans la région de Neustadt-Glewe-Wöbbelin-Grabow. Mais au départ, aucun endroit approprié n'est trouvé pour le bâtiment du monastère, jusqu'à ce qu'en 1251 l'occasion se présente d'échanger les biens du monastère contre une seigneurerie et onze sabots à Zarrentin et de déplacer le monastère au Schaalsee. En 1252, l'évêque de Ratzebourg Frédéric confirme la fondation du monastère et le place sous la protection des apôtres Pierre et Paul. En 1255, le pape Alexandre IV donne au monastère le nom de Himmelpforte (Porte du Paradis) dans une lettre de protection, qui, cependant, n'a pas de succès et fut oubliée.
En comparaison avec d'autres monastères des XIIIe siècle et XIVe siècle, le couvent est à la hauteur de la richesse et du pouvoir qu'on lui accorde. Elle possède 21 villages et 9 moulins de manière temporaire ou permanente, elle reçoit des impôts en argent et en nature des autres villages et bénéficie de divers privilèges. Le couvent est réservé aux filles des princes du Mecklembourg et de la noblesse ainsi qu'aux familles patriciennes de Lübeck.
En 1553, le monastère est dissous par ordre du duc Jean-Albert Ier de Mecklembourg-Schwerin. Les possessions sont remises à l'état. Les religieuses sont sédentarisées, mais peuvent continuer à vivre librement dans le couvent à vie. On leur promet également l'utilisation du jardin et du bois de chauffage gratuitement. En 1578, une religieuse, Margareta Pentz, vit dans le couvent.
Après la Réforme protestante, l'abbaye sert à diverses fins. L'église sert toujours d'église paroissiale à la commune de Zarrentin. En 1576, le complexe du monastère est décrit comme étant tombé en ruine et est démoli jusqu'à l'aile orientale, qui est toujours debout aujourd'hui. Celui-ci sert de grenier et de brasserie, et en 1576 il y a aussi des appartements ducaux. Ce sont la brasserie et la distillerie officielles, le siège de l'administration officielle et du tribunal de district, la partie sud sert de dépôt d'étalons et d'auberge de jeunesse, et à la fin, elle devient des appartements et des installations communes telles qu'un jardin d'enfants, un club de jeunes, une ville bibliothèque et un musée local.

## Architecture
À l'origine, le complexe monastique et l'église de Zarrentin forment un rectangle fermé légèrement trapézoïdal avec un cloître à quatre côtés autour de la cour intérieure. Dans celui-ci se trouve le cimetière des religieuses. Les bâtiments des ailes sud et ouest sont décrits comme délabrés dès 1576 et démolis peu après. L'aile est gothique est conservée à ce jour, dont le long côté est parallèle à la rive du lac de Schaal. Les voûtes d'ogives avec clefs de voûte et les consoles artistiquement conçues sont entièrement conservées.
L'aile orientale sur la pente raide vers le Schaalsee est largement rénovée entre 1992 et 1998 à 2006 selon les plans des architectes Krug et Schwinghammer (Kiel) dans le cadre du financement du développement urbain. L'ordre des pièces à l'intérieur donne l'impression essentielle de la variété des histoires de construction.
L'aile orientale est utilisée pour un centre d'événements, par exemple le festival du Mecklembourg-Poméranie-Occidentale (de), musée d'histoire locale et bibliothèque. La zone de l'ancien cloître est aujourd'hui un espace vert.

## Source de la traduction
- (de) Cet article est partiellement ou en totalité issu de l’article de Wikipédia en allemand intitulé « Kloster Zarrentin » (voir la liste des auteurs).